# 米歇尔·史密斯
米歇尔·史密斯（英語：Michelle Smith，1969年12月16日—），爱尔兰女子游泳运动员。她曾代表爱尔兰参加1988年、1992年和1996年夏季奥林匹克运动会游泳比赛，获得三枚金牌和一枚铜牌。